# Dagnė Čiukšytė
Dagnė Čiukšytė (FIDE-Bezeichnung: Dagne Ciuksyte; * 1. Januar 1977 in Panevėžys) ist eine litauische Schachspielerin. Seit 2007 spielt sie für den englischen Schachverband.

## Leben
In Litauen war sie Schachprofi. Seit 2005 lebt sie in England. Sie ist liiert mit einem englischen Schachspieler; die beiden haben eine Tochter (* 2007). Auch ihre jüngere Schwester Živilė Šarakauskienė (* 1978) ist Schachspielerin.

## Erfolge
Bei der Weltmeisterschaft der Frauen 2001/02 schaltete sie in der ersten Runde Ketewan Arachamia-Grant und in der zweiten Xu Yuanyuan aus, scheiterte jedoch in der dritten Runde an Maia Tschiburdanidse. Die litauische Frauenmeisterschaft gewann sie 2003 in ihrer Geburtsstadt Panevėžys. Im Jahr 2006 wurde sie in Liverpool Meisterin der Europäischen Union. Britische Frauenmeisterschaften gibt es schon seit 1904. Im Jahr 2007 fand in Great Yarmouth mit Hilfe eines Sponsors zum ersten Mal eine englische Frauenmeisterschaft statt, die von Dagnė Čiukšytė gewonnen wurde.
Für die litauische Frauennationalmannschaft nahm sie jeweils am zweiten Brett von 1994 bis 2006 an fünf Schacholympiaden teil, für die englische Frauennationalmannschaft an den Schacholympiaden 2008, 2016 ebenfalls jeweils am zweiten sowie 2018 am dritten Brett mit einem Gesamtergebnis von 53,5 Punkten aus 84 Partien (+43 =21 −20). Sie spielte auch bei acht Mannschaftseuropameisterschaften der Frauen. Dreimal spielte sie hier für Litauen (1997, 2003 und 2005 jeweils am ersten Brett) und fünfmal (2007, 2011, 2015 und 2017 jeweils am zweiten Brett sowie 2013 am Spitzenbrett) für England. 2005 in Göteborg erhielt sie eine individuelle Goldmedaille für ihr Ergebnis von 6,5 aus 9.
In Litauen spielt sie für Širvinta Vilkaviškis, in der 4NCL für Guildford A&DC. Die 4NCL gewann sie mit Guildford 2007, 2013, 2014, 2015, 2016 und 2017. Mit den litauischen Vereinen Bokštas Plungė, Širvinta Vilkaviškis und Panevėžys Chess Club nahm sie am European Club Cup der Frauen teil. In Deutschland spielte sie in der 2. Frauenbundesliga an Brett eins des SV 1947 Walldorf.
1995 wurde sie Internationaler Meister der Frauen (WIM). Zwar hatte sie schon 1997 die erforderlichen Normen für den Titel Großmeister der Frauen (WGM) erfüllt, jedoch erst 2002 eine Elo-Zahl von mehr als 2300, so dass ihr erst dann der Titel verliehen werden konnte. Seit 2006 trägt sie den Titel Internationaler Meister (IM). Die Normen für ihren IM-Titel erzielte sie beim 15. Staufer Open 2003 in Schwäbisch Gmünd, beim 10. Karl Wagner Gedenkturnier 2003 in Graz und bei der 15. Mannschaftseuropameisterschaft der Frauen 2005 in Göteborg. Als beste Frau im 22. Cappelle-la-Grande-Turnier 2006 erreichte sie eine Großmeister-Norm (GM). Im Januar 2018 lag sie hinter Harriet Hunt und Jovanka Houska auf dem dritten Platz der englischen Elo-Rangliste der Frauen. Mit ihrer bisher höchste Elo-Zahl von 2450 war sie im Januar 2007 30. der FIDE-Frauenweltrangliste. Zwischen 1995 und 1998 hatte sie die litauische Frauenrangliste angeführt.